# 朱成宇
朱成宇（韓語：주성우），韓國電視劇導演。

## 作品列表

### 電視劇
- 2010年：MBC《玄界灘婚姻戰爭》
- 2010年：MBC
- 2011年：MBC《愛情萬萬歲》
- 2013年：MBC《百年遺產》
- 2014年：MBC《湔雪的魔女》
- 2016年：MBC《Monster》
- 2017年：MBC《擺飯桌的男人》

### 企劃作品
- 2014年：MBC《Triangle》

## 外部連結
- NAVER